# 651
Évszázadok: 6. század – 7. század – 8. század
Évtizedek: 600-as évek – 610-es évek – 620-as évek – 630-as évek – 640-es évek – 650-es évek – 660-as évek – 670-es évek – 680-as évek – 690-es évek – 700-as évek
Évek: 646 – 647 – 648 – 649 –  650 – 651 – 652 – 653 – 654 – 655 – 656

## Események

### Európa
- Oswiu berniciai király hadat üzen a deirai Oswine-nak, mert trónjára ő is igényt tart. Oswine visszavonul, de egy barátja elárulja és kiszolgáltatja a berniciaiaknak, akik meggyilkolják. Utódja unokaöccse, Œthelwald, aki Oswiu ellenségével, a merciai Pendával szövetkezik.
- Landericus párizsi püspök megalapítja a máig fennálló Hôtel-Dieu ispotályt.

### Ázsia
- A hódító arabok elől Mervbe visszahúzódó utolsó Szászánida királyt, III. Jazdagirdet szállásadója, egy molnár meggyilkolja; ezzel kihal a Perzsiát négy évszázadon át uraló dinasztia és reménytelenné válik az arabokkal szembeni ellenállás. Jazdagird fia, Péróz Kínába menekül.
- Az arabok Abdalláh ibn Ámir vezetésével betörnek Horászánba (ma Afganisztán). Balh és Herát ellenállás nélkül megadja magát.
- Oszmán kalifa Szaad ibn Abi Vakkasz vezetésével követséget küld Kínába, Tang Kao-cung császárhoz, aki engedélyezi az első kínai mecset felépítését.
- Oszmán kalifa utasítására Mohamed próféta írnoka, Zajd ibn Thábit elkészíti a Korán egységesített változatát, amelyet a mai napig használnak a muszlimok.

## Halálozások
- III. Jazdagird, az utolsó szászánida uralkodó
- Oswine, deirai király
- Szent Aidan, a lindisfarnei kolostor alapítója
- Zaragozai Braulio, püspök, teológus
- II. Grasulf, Friuli hercege

## Fordítás
- Ez a szócikk részben vagy egészben  a(z)   651 című angol Wikipédia-szócikk ezen változatának fordításán alapul.  Az eredeti cikk szerkesztőit annak laptörténete sorolja fel. Ez a jelzés csupán a megfogalmazás eredetét és a szerzői jogokat jelzi, nem szolgál a cikkben szereplő információk forrásmegjelöléseként.